# Hans Wilhelm Blomberg
Hans Wilhelm Blomberg  (* 27. September 1906 in Rheine; † 10. Januar 1946 in Oslo) war ein deutscher Jurist, SS-Obersturmbannführer und leitender Gestapomitarbeiter.

## Leben
Blomberg studierte Rechtswissenschaft und promovierte zum Dr. jur. Er war Mitglied der SS (SS-Nummer 280.046) und trat zum 1. Mai 1933 der NSDAP bei (Mitgliedsnummer 2.467.090). Von Mitte Mai 1938 bis 1939 war er Leiter der Gestapo in Erfurt. Von Mai 1940 bis Oktober 1940 war er Kommandeur der Sicherheitspolizei und des SD (KdS) in Tromsø und anschließend ebenfalls als KdS in Bergen bis April 1944 eingesetzt. Sein Nachfolger wurde SS-Sturmbannführer Ernst Weinmann. Blomberg war mit einer norwegischen Schauspielerin verlobt. Von Juli 1944 bis Mai 1945 war er Nachfolger von Josef Kreuzer als Leiter der Hamburger Gestapo und in dieser Funktion maßgeblich an der Deportation der Hamburger Juden beteiligt. Das Judenreferat der Hamburger Gestapo führte unter seiner Leitung noch zwei Deportationen nach Theresienstadt durch. Bei der SS stieg er Ende Januar 1943 bis zum SS-Obersturmbannführer auf. Blomberg wurde bis zum Oberregierungsrat befördert.
Nach Kriegsende misslang Blomberg der Versuch, in Bremen unterzutauchen. Ein britisches Militärgericht in Oslo verurteilte ihn am 4. Dezember 1945 zum Tode. Blomberg hatte im Sommer 1943 auf Befehl des Höheren SS- und Polizeiführers Nord, Wilhelm Rediess, mehrere Angehörige eines alliierten Kommandotrupps, die mit Schnellbooten an der norwegischen Küste anlandeten, völkerrechtswidrig erschießen lassen. Am 10. Januar 1946 wurde Blomberg in der Festung Akershus in Oslo hingerichtet.